# Publicitat enganyosa

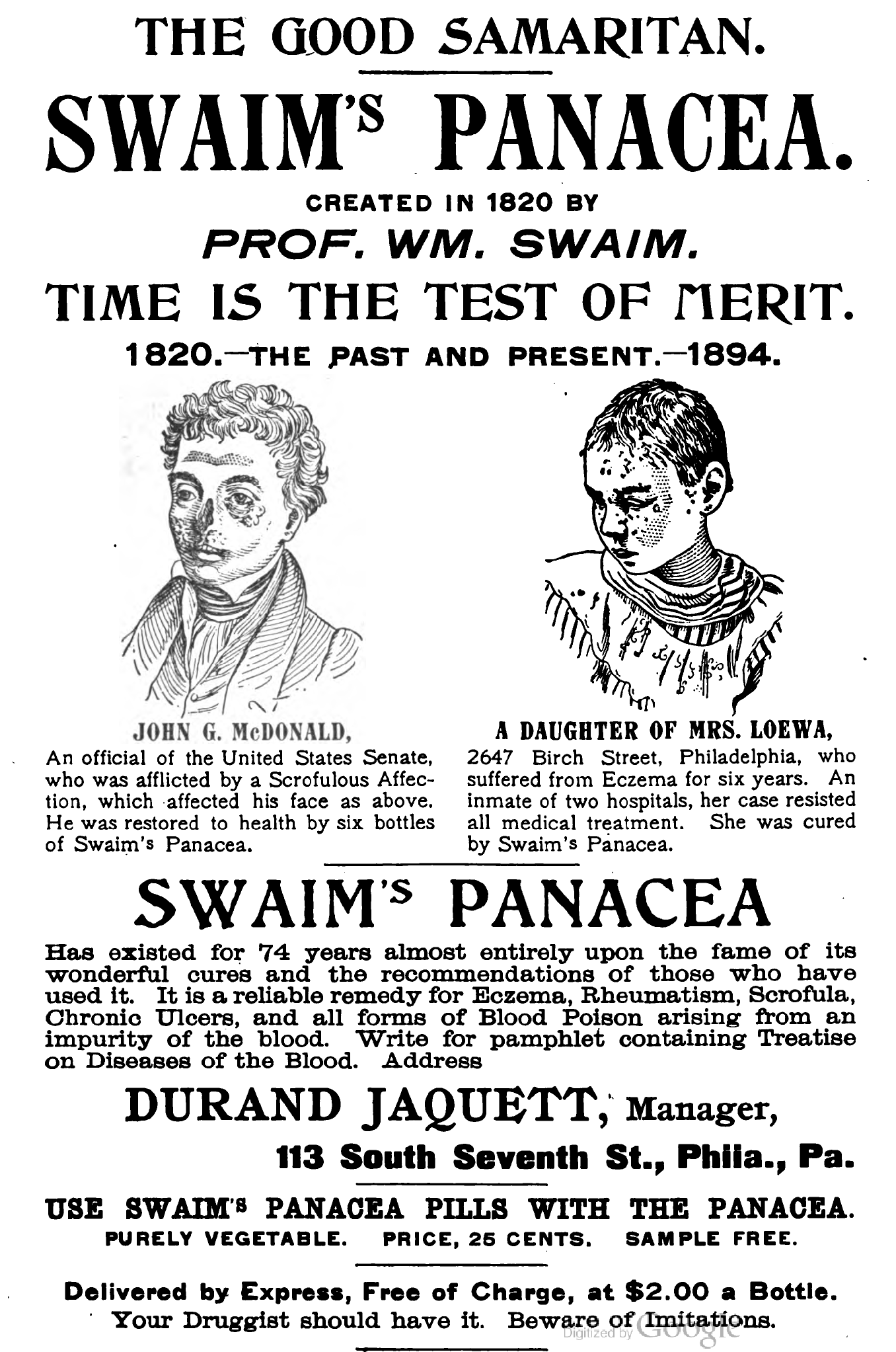
La «Panacea de Swaim», publicitat per a un remei miracle del

Hi ha publicitat enganyosa quan «de qualsevol forma, inclosa la presentació, indueix o pot induir a error els seus destinataris, i afectar d'aquesta manera el seu comportament econòmic, o perjudicar o ser capaç de perjudicar un competidor», segons la «Llei general de publicitat» de l'estat Espanyol. No solament sanciona la informació falsa, sinó també la que calla informació essencial, sempre que l'omissió pugui induir a l'error els consumidors. Segons la llei espanyola, és una de les cinc formes de publicitat il·lícita. Aquesta llei transfereix al dret espanyol la directiva europea del 1984 per harmonitzar les lleis i normes sobre la publicitat enganyosa en la Unió Europea.
A la Unió Europea, la publicitat és vinculant i forma part del contracte. El consumidor en pot exigir el compliment. En cas que un establiment faci publicitat enganyosa, el consumidor pot presentar una denúncia o es pot fer ajudar per una associació de protecció dels consumidors per organitzar una demanda col·lectiva.
L'engany comercial sembla una cosa de tots els temps, el fet que el déu grec Hermes era el patró dels comerciants i dels lladres n'és una expressió amb la típica ironia de l'antiguitat clàssica. Des de la nit dels temps, hi ha casos llegendaris d'estafadors que van abusar la credulitat i la vanitat de consumidors en prometre beneficis estrafolaris segons el vell refrany del renaixement «Al món li agrada ser enganyat».

## Exemples
- Crear la il·lusió de preus artificialment baixos per no publicar el preu final complet i afegir despeses amagades, impost sobre el valor afegit, taxes d'emissió.[7][8]
- Anunciar una qualitat que després no es pot assolir[9] o només s'ateny en circumstàncies ideals que no corresponen a la realitat, com ara el consum de combustible d'un auto o les emissions de CO₂,[10] desprestigiar la llet materna per promoure llet artificial,[11] exagerar la capacitat d'una connexió d'internet, rentatge d'imatge verd…[12]
- Anunciar que el consumidor ha «guanyat un premi» però ha de pagar les formalitats per recuperar-lo.[13]
- L'ocultació sota lletra gairebé il·legible de condicions com penalitzacions econòmiques si s'interromp el contracte per part del client abans d'un temps determinat.
- Informació falsa sobre l'origen geogràfic o la fabricació artesana d'un producte.[14]
- Reclam amb falses rebaixes i descomptes[15]

## Altres formes de publicitat il·lícita
La llei considera com il·lícita, entre d'altres, la publicitat que ataca la dignitat de la persona, els valors i drets reconeguts per la Constitució, l'ús del cos de la dona desvinculat del producte, la promoció de violència o de la prostitució, la discriminació, el foment d'estereotips homofòbics, transfòbics… La publicitat que abusa de la inexperiència de menors, la publicitat subliminar, la publicitat disfressada, la publicitat que no respecti les regles particulars com ara per a tabac, medicaments, begudes alcohòliques, serveis financers.